# 菲利普·加涅
菲利普·加涅（法語：Philippe Gagné，1997年10月23日—）是加拿大跳水運動員。他在2014年青年奧運會上獲得男子10米台賽事的銀牌和3米板賽事的銅牌，並且還參加世界泳聯世界杯和大獎賽的賽事。他也代表加拿大參加了2017年世界游泳錦標賽。